# Ambia xantholeuca
Ambia xantholeuca là một loài bướm đêm trong họ Crambidae.